# Vladimír Jiránek
Vladimír Jiránek (ur. 6 czerwca 1938 w Hradcu Králové, zm. 6 listopada 2012 w Pradze) – czeski scenarzysta, reżyser, rysownik oraz twórca i autor scenariusza serialu animowanego Sąsiedzi.

## Życiorys
W 1962 r. ukończył dziennikarstwo na Wydziale Filozoficznym Uniwersytetu Karola w Pradze. Współpracował m.in. z czasopismami Mladý svět, Vesmír i Technický magazín. Po aksamitnej rewolucji dołączył do redakcji dziennika Lidové noviny. W 1993 r. przeniósł się do gazety Mladá fronta Dnes, a następnie powrócił do poprzedniego miejsca pracy. Jego rysunki pojawiały się także w Refleksie i kilku innych czasopismach.
W 2005 r. został odznaczony Medalem Za zasługi II stopnia.

## Filmografia

### Reżyseria
- Co zrobiliśmy kurom (1977)

### Scenariusz
- Sąsiedzi (1976)
- Co zrobiliśmy kurom (1977)

### Scenografia
- Co zrobiliśmy kurom (1977)